# Década de 1200 a.C.

## Eventos
- 1209 a.C., 24 do mês Thargelion - Queda de Troia, de acordo com a Crônica de Paros.[1][2][Nota 1]
- 1200 a.C. - o quinto Jubileu.[3][Nota 2]